# Éider Arévalo
Eider Arévalo (ur. 9 marca 1993 w Bogocie) – kolumbijski lekkoatleta specjalizujący się w chodzie sportowym.
Zwyciężał w chodzie na 10 000 metrów podczas mistrzostw Ameryki Południowej juniorów młodszych (2010) oraz mistrzostw Ameryki Południowej juniorów (2010). Triumfator w rywalizacji juniorów młodszych chodu na 10 kilometrów podczas mistrzostw Ameryki Południowej w chodzie sportowym z 2010 oraz w rywalizacji juniorów z 2012. Został zdyskwalifikowany podczas igrzysk olimpijskich młodzieży w Singapurze (2010) (wcześniej zwyciężył w regionalnych kwalifikacjach do tych zawodów). W 2010 oraz 2012 zwyciężał w chodzie juniorów podczas pucharu świata. Mistrz świata juniorów z 2012. Srebrny medalista mistrzostw Ameryki Południowej (2013). W 2015 był siódmy w chodzie na 20 kilometrów podczas mistrzostw świata w Pekinie, a dwa lata później podczas kolejnej edycji światowego czempionatu w Londynie sięgnął po złoty medal.

## Osiągnięcia
| Rok  | Impreza                                      | Miejsce             | Konkurencja                        | Pozycja     | Wynik      |
| ---- | -------------------------------------------- | ------------------- | ---------------------------------- | ----------- | ---------- |
| 2010 | Mistrzostwa Ameryki Płd. w chodzie sportowym | Cochabamba          | chód na 10 km (juniorzy)           | 1. miejsce  | 43:35      |
| 2010 | Puchar świata w chodzie sportowym            | Chihuahua           | chód na 10 km (juniorzy)           | 1. miejsce  | 42:13      |
| 2010 | Igrzyska olimpijskie młodzieży               | Singapur            | chód na 10 000 m                   | –           | DSQ        |
| 2010 | Mistrzostwa Ameryki Płd. juniorów młodszych  | Santiago            | chód na 10 000 m                   | 1. miejsce  | 40:27,95   |
| 2011 | Panamerykański puchar w chodzie sportowym    | Envigado            | chód na 10 km (juniorzy)           | 1. miejsce  | 40:40      |
| 2011 | Panamerykański puchar w chodzie sportowym    | Envigado            | chód na 10 km (juniorzy drużynowo) | 1. miejsce  | 3 pkt.     |
| 2011 | Mistrzostwa panamerykańskie juniorów         | Miramar             | chód na 10 000 m                   | 1. miejsce  | 41:29,81   |
| 2011 | Mistrzostwa Ameryki Płd. juniorów            | Medellín            | chód na 10 000 m                   | 1. miejsce  | 39:56,01   |
| 2012 | Mistrzostwa Ameryki Płd. w chodzie sportowym | Salinas             | chód na 10 km (juniorzy)           | 1. miejsce  | 43:25      |
| 2012 | Puchar świata w chodzie sportowym            | Sarańsk             | chód na 10 km (juniorzy)           | 1. miejsce  | 41:17      |
| 2012 | Mistrzostwa świata juniorów                  | Barcelona           | chód na 10 000 m                   | 1. miejsce  | 40:09,74   |
| 2012 | Igrzyska olimpijskie                         | Londyn              | chód na 20 km                      | 20. miejsce | 1:22:00    |
| 2013 | Mistrzostwa Ameryki Południowej              | Cartagena de Indias | chód na 20 000 m                   | 2. miejsce  | 1:24:36,40 |
| 2014 | Igrzyska Ameryki Południowej                 | Santiago            | chód na 20 000 m                   | 1. miejsce  | 1:22:11,1  |
| 2014 | Igrzyska Ameryki Środkowej i Karaibów        | Xalapa              | chód na 20 km                      | 2. miejsce  | 1:26:03    |
| 2015 | Igrzyska panamerykańskie                     | Toronto             | chód na 20 km                      | 5. miejsce  | 1:25:50    |
| 2015 | Mistrzostwa świata                           | Pekin               | chód na 20 km                      | 7. miejsce  | 1:21:13    |
| 2016 | Drużynowe mistrzostwa świata w chodzie       | Rzym                | chód na 20 km                      | –           | DNF        |
| 2016 | Igrzyska olimpijskie                         | Rio de Janeiro      | chód na 20 km                      | 15. miejsce | 1:21:36    |
| 2017 | Puchar panamerykański w chodzie sportowym    | Lima                | chód na 20 km                      | 1. miejsce  | 1:21:01    |
| 2017 | Mistrzostwa świata                           | Londyn              | chód na 20 km                      | 1. miejsce  | 1:18:53    |
| 2018 | Drużynowe mistrzostwa świata w chodzie       | Taicang             | chód na 20 km                      | 12. miejsce | 1:23:46    |
| 2018 | Igrzyska Ameryki Środkowej i Karaibów        | Barranquilla        | chód na 20 km                      | 1. miejsce  | 1:26:42    |
| 2019 | Mistrzostwa Ameryki Południowej              | Lima                | chód na 20 000 m                   | –           | DNF        |
| 2019 | Igrzyska panamerykańskie                     | Lima                | chód na 20 km                      | –           | DNF        |
| 2021 | Igrzyska olimpijskie                         | Tokio               | chód na 20 km                      | 18. miejsce | 1:24:10    |
| 2022 | Drużynowe mistrzostwa świata w chodzie       | Maskat              | chód na 20 km                      | –           | DNF        |
| 2022 | Mistrzostwa świata                           | Eugene              | chód na 20 km                      | 22. miejsce | 1:24:32    |
| 2022 | Mistrzostwa świata                           | Eugene              | chód na 35 km                      | 8. miejsce  | 2:25:21    |
| 2022 | Igrzyska Ameryki Południowej                 | Asunción            | chód na 20 km                      | 4. miejsce  | 1:27:00    |
| 2023 | Mistrzostwa świata                           | Budapeszt           | chód na 20 km                      | 26. miejsce | 1:21:55    |
| 2023 | Mistrzostwa świata                           | Budapeszt           | chód na 35 km                      | –           | DNF        |

## Rekordy życiowe
- chód na 10 000 metrów – 39:56,01 (24 września 2011, Medellín);
- chód na 20 kilometrów – 1:18:53 (13 sierpnia, Londyn), rekord Kolumbii;
- chód na 35 kilometrów – 2:25:21 (24 lipca 2022, Eugene), rekord Kolumbii.